# Edgerrin Cooper
Edgerrin Cooper (Covington, 17 novembre 2001) è un giocatore di football americano statunitense che milita nel ruolo di linebacker per i Green Bay Packers della National Football League (NFL).

## Carriera universitaria
Cooper iniziò la carriera nel 2020 a Texas A&M nella stagione accorciata per il COVID-19, facendo registrare 2 tackle in 2 partite. Nel 2021 mise a segno 58 placcaggi, di cui 5,5 con perdita di yard, 0,5 sack, un passaggio deviato e un intercetto. Per le sue prestazioni fu inserito nella formazione ideale dei debuttanti della Southeastern Conference (SEC). Nell’ultima partita della stagione 2022, Cooper forzò un fumble, contribuendo alla vittoria su LSU. Chiuse l’annata con 61 tackle, di cui 8 con perdita di yard, 5 passaggi deviati, un intercetto, un fumble forzato e uno recuperato. Cooper fece ritorno a Texas A&M nel 2023 come uno dei migliori difensori della squadra, giocando la sua miglior prestazione contro Alabama in cui mise a segno 11 placcaggi, di cui 3 con perdita di yard, e 3 sack. A fine stagione fu premiato come All-American.

## Carriera professionistica

### Green Bay Packers
Cooper fu scelto nel corso del secondo giro (45º assoluto) del Draft NFL 2024 dai Green Bay Packers. Debuttò come professionista subentrando nel primo turno e facendo registrare 4 placcaggi e un passaggio deviato nella sconfitta contro i Philadelphia Eagles per 34-29 alla Corinthias Arena di San Paolo, in Brasile. Disputò la prima gara come titolare nell'ottavo turno contro i Jacksonville Jaguars, mettendo a referto 8 placcaggi, un sack, un fumble forzato e un passaggio deviato, venendo premiato come miglior difensore della NFC della settimana. Ottenne lo stesso riconoscimento nel quindicesimo turno dopo la prova contro i Seattle Seahawks in cui mise a referto 5 placcaggi, di cui 2 con perdita di yard, 2 passaggi deviati, un sack e un intercetto. A fine anno fu premiato come miglior rookie difensivo del mese per le gare di dicembre e gennaio in cui in quattro partite mise a segno 30 tackle, 2 passaggi deviati, un sack, un intercetto e un fumble recuperato. La sua prima stagione si chiuse con 87 placcaggi, 3,5 sack, un intercetto e un fumble forzato in 14 presenze, di cui 4 come titolare, venendo inserito nella formazione ideale dei rookie dalla Pro Football Writers of America.

## Palmarès
- Difensore della NFC della settimana: 2

8ª e 15ª del 2024
- Rookie difensivo del mese: 1

dicembre 2024/gennaio 2025
- PFWA All-Rookie Team - 2024